# Cetina
Pour les articles homonymes, voir Cetina (homonymie).
La Cetina est un cours d’eau du centre de la Dalmatie en Croatie. Elle prend sa source à 385 mètres d’altitude, s’écoule sur 105 km avant de se jeter dans la mer Adriatique.

## Géographie et géologie
La Cetina prend sa source sur le versant nord-ouest de la montagne Dinara. Sa source apparait près du petit village de Cetina, situé à 7 km au nord de Vrlika.
Elle rejoint le lac artificiel de Peruča 25 km plus loin. La rivière passe alors dans la région karstique de Sinj. Elle se dirige ensuite vers l’est avant de reprendre la direction de l’ouest près du massif montagneux du Mosor. Elle termine sa course dans la mer Adriatique 105 km plus loin près de la localité d’Omiš.

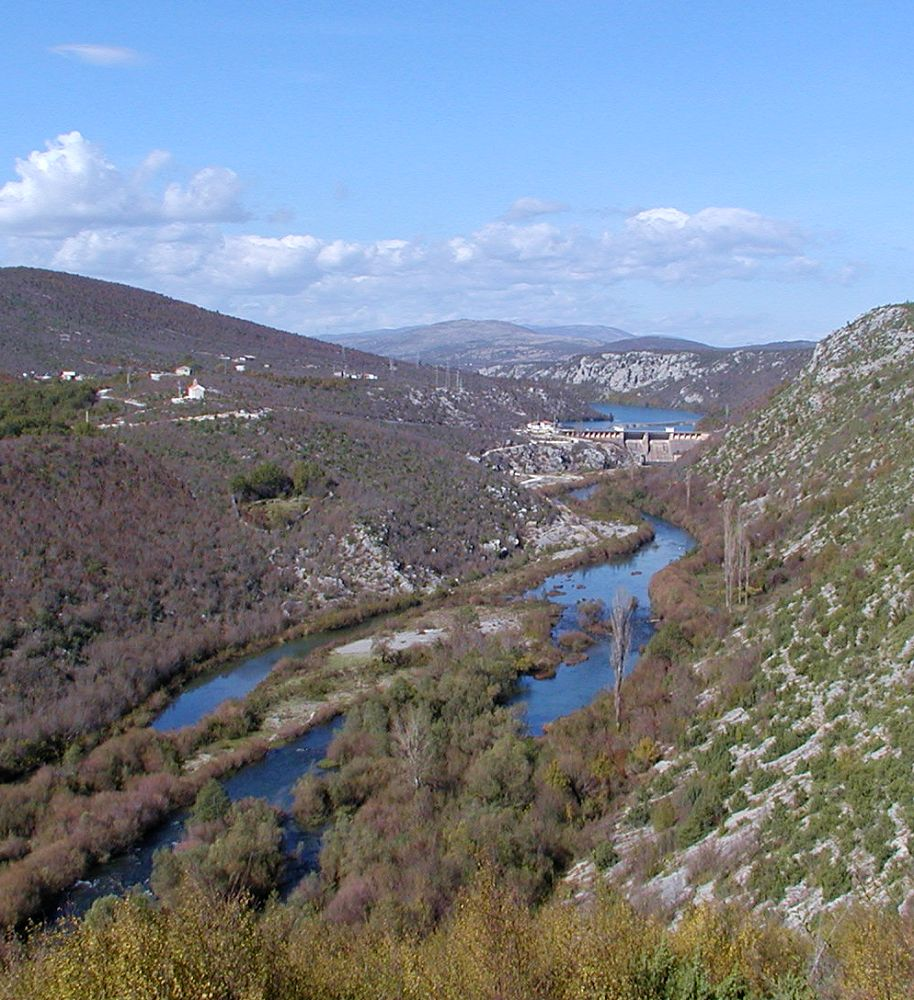
Barrage sur la rivière.
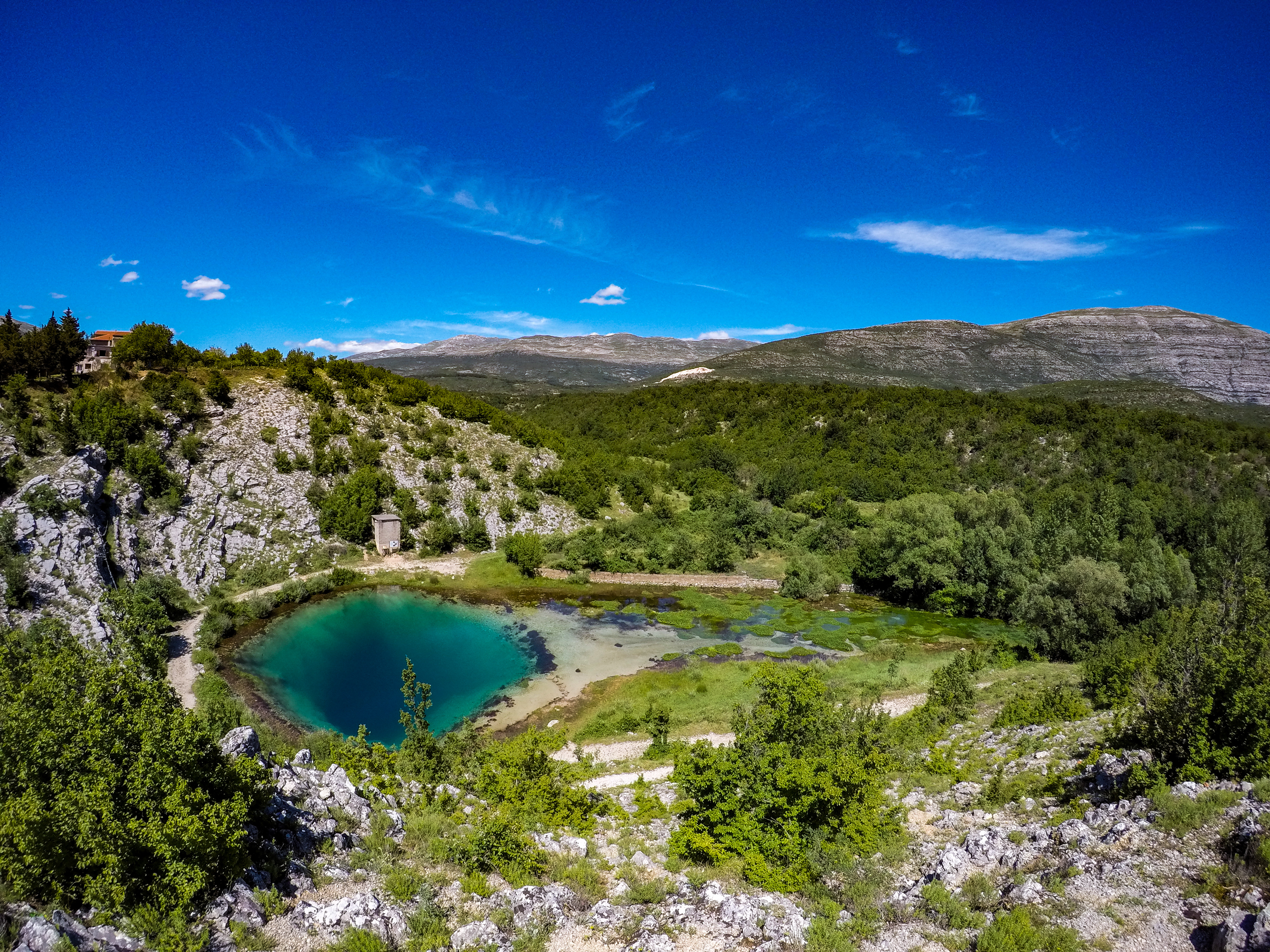
Source de la rivière Cetina. Juin 2018.
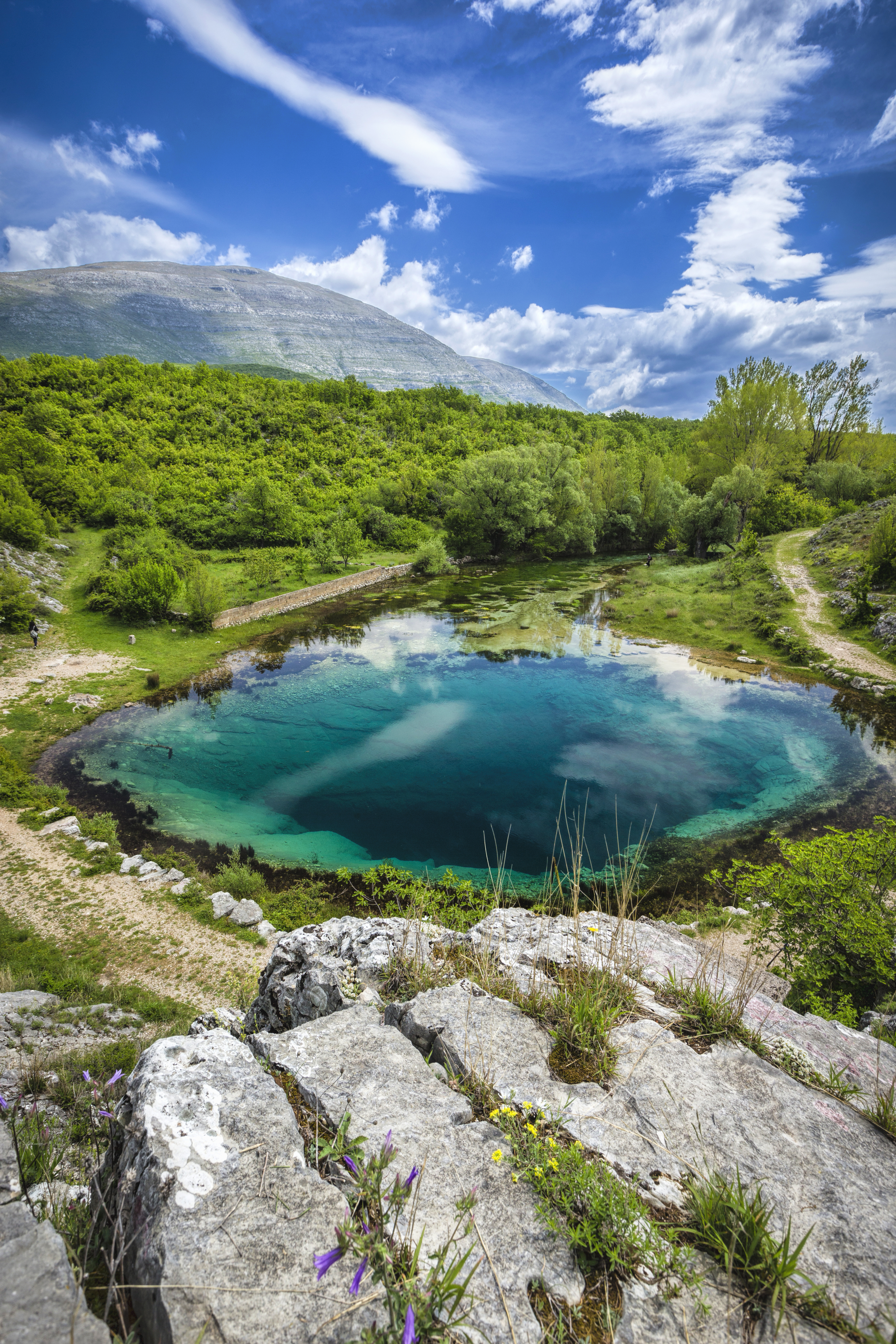
Source de la rivière Cetina. Mai 2016.

La rivière est utilisée à plusieurs endroits pour produire de l’énergie hydroélectrique et son eau est embouteillée en tant qu’eau de Cetina. Son bassin hydrographique a une superficie de 12 000 km2 alors que la pluviométrie moyenne annuelle atteint 1 380 mm.
Les montagnes proches font partie des Alpes dinariques et atteignent des altitudes proches de 2 000 mètres. Les roches sont de type sédimentaire et calcaire datant du Crétacé. On trouve également des roches datant du Trias et du Jurassique.

## Histoire et archéologie

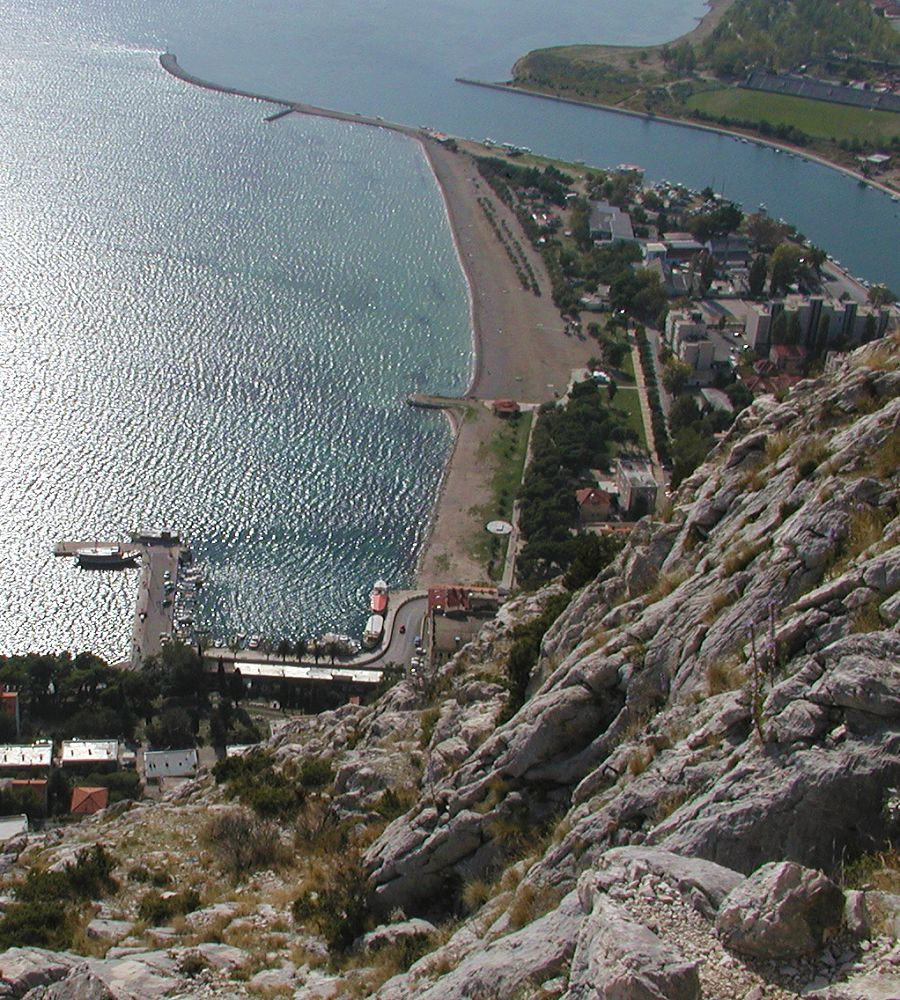
Embouchure de la rivière à Omiš.

Durant le Moyen Âge, la rivière faisait office de frontière entre le royaume de Croatie et celui de Serbie. La vallée fut une route commerciale importante reliant la Bosnie-Herzégovine à la côte Adriatique.
Des traces indiquent que l’agriculture dans la région remonte au Néolithique dans la partie haute de la vallée de la Cetina. Durant l’âge de Bronze, la zone possédait une culture particulière. La rivière a également servi à recevoir des offrandes durant la préhistoire notamment près de sa confluence avec la rivière Ruda près de Trilj.
La zone est associée à la Delmatae et a accueilli une forteresse romaine à Tilurium  non loin de la localité actuelle de Trilj. Celle-ci gardait l’entrée de la vallée qui menait à la capitale provincial de Salona. Durant le Moyen Âge, la rivière fit office de frontière entre les puissances Romanes et Slaves. La région fut ensuite conquise par l’Empire ottoman au début du XVIe siècle jusqu’à sa reconquête 150 ans plus tard.

## Tourisme sur la rivière Cetina
La rivière Cetina est une destination prisée pour les amateurs de plein air et les touristes en quête d'aventure dans la région de Dalmatie, en Croatie. Nichée au cœur de paysages spectaculaires, la rivière offre une multitude d'activités récréatives et touristiques qui permettent aux visiteurs de découvrir sa beauté naturelle et son riche patrimoine culturel.

### Description
La rivière Cetina prend sa source dans le massif de Dinara et serpente à travers les montagnes de la région avant de se jeter dans la mer Adriatique près de la ville d'Omiš. Son cours sinueux offre un terrain propice à une variété d'activités en plein air, des sports nautiques aux randonnées en passant par les visites culturelles.

## Activités récréatives et touristiques

### 1. Rafting
Le rafting sur la rivière Cetina est l'une des activités les plus populaires pour les visiteurs en quête d'aventure. Cette expérience palpitante permet aux participants de descendre les eaux vives de la rivière à bord de radeaux pneumatiques, offrant ainsi une vue imprenable sur les gorges escarpées et les formations rocheuses qui bordent la rivière.

### 2. Randonnée pédestre
Les sentiers de randonnée le long de la rivière Cetina offrent aux visiteurs l'occasion d'explorer les paysages naturels préservés de la région. Des itinéraires variés, allant de promenades tranquilles à des randonnées plus exigeantes, permettent aux randonneurs de découvrir une diversité de panoramas, de la verdure luxuriante des forêts aux vues panoramiques sur les vallées et les montagnes environnantes.

### 3. Kayak et canoë
En plus du rafting, la rivière Cetina est également prisée des amateurs de kayak et de canoë. Les eaux claires et calmes de certains tronçons de la rivière offrent des conditions idéales pour une balade en kayak ou en canoë, permettant aux visiteurs d'explorer les environs à leur propre rythme et de découvrir des coins isolés accessibles uniquement par voie fluviale.

### 4. Pêche
La rivière Cetina est réputée pour sa riche biodiversité aquatique, ce qui en fait un lieu de pêche populaire pour les amateurs de pêche à la ligne. Les visiteurs peuvent pêcher une variété d'espèces, notamment des truites, des ombres communs et des brochets, dans les eaux claires et fraîches de la rivière.

### 5. Visites culturelles
Outre les activités de plein air, la rivière Cetina offre également des opportunités de découvrir le riche patrimoine culturel de la région. Des visites guidées sont disponibles pour explorer des sites historiques tels que les anciens moulins à eau, les ruines de châteaux médiévaux et les villages traditionnels situés le long des rives de la rivière.